# Manu Trigueros
Manuel Trigueros Muñoz, detto Manu (Talavera de la Reina, 17 ottobre 1991) è un calciatore spagnolo, centrocampista del Granada.

## Carriera
Nella stagione 2012-2013 ha giocato 36 partite nella seconda serie spagnola con il Villareal, conquistando anche una promozione in massima serie; ha poi esordito in Primera División nella stagione 2013-2014 sempre con la maglia del Villarreal.

## Statistiche

### Presenze e reti nei club
Statistiche aggiornate al 16 marzo 2025.
| Stagione               | Squadra                | Campionato             | Campionato | Campionato | Coppe nazionali | Coppe nazionali | Coppe nazionali | Coppe continentali | Coppe continentali | Coppe continentali | Altre coppe | Altre coppe | Altre coppe | Totale | Totale |
| Stagione               | Squadra                | Comp                   | Pres       | Reti       | Comp            | Pres            | Reti            | Comp               | Pres               | Reti               | Comp        | Pres        | Reti        | Pres   | Reti   |
| ---------------------- | ---------------------- | ---------------------- | ---------- | ---------- | --------------- | --------------- | --------------- | ------------------ | ------------------ | ------------------ | ----------- | ----------- | ----------- | ------ | ------ |
| 2008-2009              | Imperial Murcia        | SDB                    | 2          | 0          | -               | -               | -               | -                  | -                  | -                  | -           | -           | -           | 2      | 0      |
| 2009-2010              | Imperial Murcia        | SDB                    | 8          | 1          | -               | -               | -               | -                  | -                  | -                  | -           | -           | -           | 8      | 1      |
| Totale Imperial Murcia | Totale Imperial Murcia | Totale Imperial Murcia | 10         | 1          |                 | -               | -               |                    | -                  | -                  |             | -           | -           | 10     | 1      |
| 2010-2011              | Villarreal B           | SD                     | 1          | 0          | -               | -               | -               | -                  | -                  | -                  | -           | -           | -           | 1      | 0      |
| 2011-2012              | Villarreal B           | SD                     | 25         | 4          | -               | -               | -               | -                  | -                  | -                  | -           | -           | -           | 25     | 4      |
| Totale Villarreal B    | Totale Villarreal B    | Totale Villarreal B    | 26         | 4          |                 | -               | -               |                    | -                  | -                  |             | -           | -           | 26     | 4      |
| 2012-2013              | Villarreal             | SD                     | 36         | 3          | CR              | 1               | 0               | -                  | -                  | -                  | -           | -           | -           | 37     | 3      |
| 2013-2014              | Villarreal             | PD                     | 35         | 2          | CR              | 3               | 0               | -                  | -                  | -                  | -           | -           | -           | 38     | 2      |
| 2014-2015              | Villarreal             | PD                     | 33         | 1          | CR              | 7               | 2               | UEL                | 10                 | 0                  | -           | -           | -           | 50     | 3      |
| 2015-2016              | Villarreal             | PD                     | 31         | 2          | CR              | 2               | 1               | UEL                | 12                 | 0                  | -           | -           | -           | 45     | 3      |
| 2016-2017              | Villarreal             | PD                     | 37         | 5          | CR              | 3               | 1               | UCL+UEL            | 2+3                | 0+1                | -           | -           | -           | 45     | 7      |
| 2017-2018              | Villarreal             | PD                     | 34         | 3          | CR              | 3               | 0               | UEL                | 7                  | 1                  | -           | -           | -           | 44     | 4      |
| 2018-2019              | Villarreal             | PD                     | 24         | 0          | CR              | 3               | 0               | UEL                | 7                  | 0                  | -           | -           | -           | 34     | 0      |
| 2019-2020              | Villarreal             | PD                     | 29         | 2          | CR              | 2               | 0               | -                  | -                  | -                  | -           | -           | -           | 31     | 2      |
| 2020-2021              | Villarreal             | PD                     | 35         | 1          | CR              | 5               | 0               | UEL                | 14                 | 1                  | -           | -           | -           | 54     | 2      |
| 2021-2022              | Villarreal             | PD                     | 35         | 6          | CR              | 2               | 1               | UCL                | 9                  | 1                  | SU          | 1           | 0           | 47     | 8      |
| 2022-2023              | Villarreal             | PD                     | 23         | 0          | CR              | 3               | 0               | UECL               | 4                  | 1                  | -           | -           | -           | 30     | 1      |
| 2023-2024              | Villarreal             | PD                     | 14         | 0          | CR              | 3               | 3               | UEL                | 5                  | 0                  | -           | -           | -           | 22     | 3      |
| Totale Villareal       | Totale Villareal       | Totale Villareal       | 366        | 25         |                 | 37              | 8               |                    | 73                 | 5                  |             | 1           | 0           | 477    | 38     |
| 2024-2025              | Granada                | SD                     | 26         | 1          | CR              | 3               | 0               | -                  | -                  | -                  | -           | -           | -           | 29     | 1      |
| Totale carriera        | Totale carriera        | Totale carriera        | 428        | 31         |                 | 40              | 8               |                    | 73                 | 5                  |             | 1           | 0           | 542    | 44     |

## Palmarès

### Competizioni internazionali
- UEFA Europa League: 1

Villarreal: 2020-2021